# 武国定
武国定（1963年6月—），男，汉族，河南舞钢人，中华人民共和国政治人物。百泉农业专科学校园林系毕业。

## 生平
1983年7月参加工作，1984年12月加入中国共产党。1992年5月，任共青团平顶山市委副书记；1994年9月，任共青团平顶山市委书记。1997年12月，任平顶山市农业局局长。1999年1月，任中共叶县党委副书记、县人民政府县长。2001年6月，任中共叶县党委书记。2003年，在经过中共河南省委公开选拔后，拥有农业和农村工作经验的武国定在当年10月升任河南省农业厅副厅长。
2006年2月，任驻马店市副市长。2008年9月，任中共驻马店市委常委、秘书长。2011年9月，任中共驻马店市委常委、常务副市长。2013年4月，任中共驻马店市委副书记。2013年5月，任驻马店市市长。
2015年3月，任中共许昌市委副书记、市长。2016年5月，任中共许昌市委书记。
2018年1月，当选河南省人民政府副省长。2023年1月，河南省府换届后，他卸任副省长职务。